# Bolivia, Kuba
Bolivia är en ort i Kuba.   Den ligger i provinsen Provincia de Ciego de Ávila, i den östra delen av landet, 400 km öster om huvudstaden Havanna. Bolivia ligger 7 meter över havet och antalet invånare är 16 612.
Terrängen runt Bolivia är platt. Runt Bolivia är det glesbefolkat, med 12 invånare per kvadratkilometer. Närmaste större samhälle är Primero de Enero, 18,0 km sydväst om Bolivia. I omgivningarna runt Bolivia växer huvudsakligen savannskog.